# Dedication (альбом Chief Keef)
Dedication — мікстейп американського репера Chief Keef, виданий 30 листопада 2017 р. Дебютував на 97-ій сходинці Billboard 200. Назви пісень зашифровано на обкладинці мікстейпу. Назва релізу є посиланням на мікстейп Lil Wayne The Dedication (2005).

## Сингли
На сингли «Text» і «Mailbox» знято відеокліпи. Режисери обох: J R Saint та ColourfulMula.

## Список пісень
| #   | Назва                                            | Автор                                             | Продюсер(и)                      | Тривалість |
| --- | ------------------------------------------------ | ------------------------------------------------- | -------------------------------- | ---------- |
| 1.  | «Ticket»                                         | Кіт Козарт Двейн Річардсон                        | D Rich                           | 3:09       |
| 2.  | «Keke Palmer»                                    | Козарт                                            | Stuntman                         | 3:19       |
| 3.  | «Mailbox»                                        | Козарт Річардсон                                  | D Rich                           | 3:15       |
| 4.  | «Cook»                                           | Козарт Річардсон                                  | D Rich                           | 3:45       |
| 5.  | «Bad» (з участю Tadoe)                           | Козарт Деррон Роуз                                | Chief Keef                       | 3:19       |
| 6.  | «Text»                                           | Козарт                                            | Stuntman                         | 3:48       |
| 7.  | «Glory Bridge» (з участю A Boogie wit da Hoodie) | Козарт Артіст Дубоуз Кортні Клейберн              | Ness                             | 2:48       |
| 8.  | «Get It»                                         | Козарт Річардсон Нейведіус Вілберн Екзев'є Дотсон | D Rich                           | 2:56       |
| 9.  | «Negro»                                          | Козарт Кевін Еронду Філліс Гаймен                 | K.E. on the Track Beat Mechanics | 1:56       |
| 10. | «Less Speed»                                     | Козарт Річардсон                                  | D Rich                           | 2:53       |
| 11. | «Come On Now» (з участю Lil Yachty)              | Козарт Майлз МакКоллам Кріс Барнетт               | CBMix                            | 2:55       |
| 12. | «Kills»                                          | Козарт Річардсон                                  | D Rich                           | 2:50       |
| 13. | «Told Y'all»                                     | Козарт Річардсон                                  | D Rich                           | 2:48       |
| 14. | «Let Me See» (з участю Tadoe)                    | Козарт Роуз Річардсон                             | D Rich                           | 3:06       |
| 15. | «Be Back»                                        | Козарт                                            | Chief Keef                       | 2:48       |

Примітки
- «Get It» містить семпл із «Real Sisters» у виконанні Future
- «Negro» містить семпл із «Living All Alone» у виконанні Філліс Гаймен

## Чартові позиції
| Чарт (2017)                            | Найвища позиція |
| -------------------------------------- | --------------- |
| США Billboard 200                      | 97              |
| США Top R&B/Hip-Hop Albums (Billboard) | 39              |